# Patricia Cornwell
Patricia Cornwell (született Patricia Carroll Daniels) (Miami, 1956. június 9. –) amerikai író, újságíró.

## Életpályája
Patricia Cornwell 1956-ban Miamiban született Marilyn és Sam Daniels három gyereke közül egyedüli lányként. Harriet Beecher Stowe-nak leszármazottja. Az észak-karolinai Montreatben nőtt fel, és az ugyancsak észak-karolinai Davidson College-ben, angol szakon diplomázott 1979-ben. Ezután a Charlotte Observer munkatársaként különféle témájú cikkeket írt, és a Charlotte belvárosában zajló prostitúcióról és bűnözésről szóló sorozatával szerzett hírnevet. Ezt követően került Virginia állam Igazságügyi Fő Orvosszakértő Irodájához, ahol számítógépes elemzőként dolgozott. Itteni élményeiből ihletve született későbbi sikersorozatának hősnőjének, Kay Scarpettának, Virginia állam igazságügyi orvosszakértőjének alakja. Ekkor írta meg első Postmortem (1990) című regényét is, amely a Scarpetta-sorozat első darabja, és amellyel később elnyerte az Edgar Allan Poe-díjat.
1979-ben házasodtak össze korábbi angoltanárával, Charles Cornwell-lel, majd tíz év múlva, 1989-ben elváltak. Cornwell nyíltan vállalja leszbikusságát, 2006 óta házastársa egy Staci Gruber nevű hölgy.
Jótékonysági tevékenységei közt iskolai ösztöndíjak és irodalmi programok támogatása is szerepel.
Jelenleg (2012) Bostonban él.

### Díjak, elismerések
- Postmortem (1990) című könyvével elnyerte az Edgar Allan Poe-, a Creasey-, az Anthony-, a Macavity-díjakat, továbbá a francia Prix du Roman d’Aventures-t.
- Kay Scarpetta megformálásával elnyerte a Sherlock-díjat, mint a legjobb amerikai szerző által alkotott detektív.
- 2011-ben a francia kultúrminisztertől átvette a Chevalier of the National Order of Arts and Letters kitüntetést.[1]

## Művei
2012-ig könyveiből 120 országban, harminchat nyelven, százmillió körüli példány kelt el. Több könyve is szerepelt a The New York Times Best Sellers listáján, például 2010-ben a Port Mortuary, 2012-ben a Red Mist.

### Scarpetta-sorozat
1. Postmortem (1990) – Postmortem (2000)
2. Body of Evidence (1991) – Aljas indokból (2000)
3. All That Remains (1992) – Nyom nélkül (2001)
4. Cruel and Unusual (1993) – Különös kegyetlenséggel (1997)
5. The Body Farm (1994) – A halál oka: ismeretlen (2007)
6. From Potter's Field (1995) – Előre megfontolt szándékkal (1998)
7. Cause of Death (1996) – Halálos bűnök (1998)
8. Unnatural Exposure (1997) – Fekete halál (1999)
9. Point of Origin (1998) – Tűzfészek (1999)
10. Black Notice (1999) – Halálnak halálával (2004)
11. The Last Precinct (2000) – Végső mentsvár (2005)
12. Blow Fly (2003) – Döglégy (2005)
13. Trace (2004) – A halál nyomában (2008)
14. Predator (2005) – Ragadozó (2009)
15. Book of the Dead (2007) – Holtak könyve (2011)
16. Scarpetta (2008) – Scarpetta (2011)
17. The Scarpetta Factor (2009) – Scarpetta-faktor (2014)
18. Port Mortuary (2010)
19. Red Mist (2011)
20. The Bone Bed (2012)
21. Dust (2013)
22. Flesh and Blood (2014)
23. Depraved Heart (2015) – Elfajzott szív (2019)
24. Chaos (2016) – Káosz (2023)
25. Autopsy (2021) – Boncolás (2023-ban várható)
26. Livid (2022)
27. Unnatural Death (2023)

### Andy Brazil-sorozat
- Hornet's Nest (1997) – Darázsfészek (2007)
- Southern Cross (1999) – A Dél keresztje (2008)
- Isle of Dogs (2001) – Kutyák szigete (2010)

### Win Garano-sorozat
- At Risk (2006)
- The Front (2008)

### Egyéb
- A Time for Remembering Biography of Ruth Bell Graham (1983)
- Ruth, A Portrait: The Story of Ruth Bell Graham (1997)
- Scarpetta's Winter Table (1998)
- Life's Little Fable (1999)
- Food to Die For: Secrets from Kay Scarpetta's Kitchen (2002)
- Portrait of a Killer: Jack the Ripper – Case Closed (2002) – Egy gyilkos arcképe (2008)

## Magyarul
- A halál oka: ismeretlen; ford. Szentgyörgyi József; Európa, Bp., 1997
- Különös kegyetlenséggel; ford. Szentgyörgyi József; Európa, Bp., 1997
- Halálos bűnök; ford. Szentgyörgyi József; Európa, Bp., 1998
- Előre megfontolt szándékkal; ford. Szentgyörgyi József; Európa, Bp., 1998
- Tűzfészek; ford. Szentgyörgyi József; Európa, Bp., 1999
- Fekete halál; ford. Szentgyörgyi József; Európa, Bp., 1999
- Aljas indokból; ford. Szűr-Szabó Katalin; Európa, Bp., 2000
- Postmortem; ford. Szűr-Szabó Katalin; Európa, Bp., 2000
- Nyom nélkül; ford. Szűr-Szabó Katalin; Európa, Bp., 2001
- Halálnak halálával; ford. Uram Tamás; Európa, Bp., 2004
- Döglégy; ford. Morvay Krisztina; Alexandra, Pécs, 2005
- Végső mentsvár; ford. Uram Tamás; Európa, Bp., 2005
- Darázsfészek; ford. Szűr-Szabó Katalin; Alexandra, Pécs, 2007
- Előre megfontolt szándékkal; ford. Morvay Krisztina; Alexandra, Pécs, 2008
- A halál nyomában; ford. Morvay Krisztina; Alexandra, Pécs, 2008
- Egy gyilkos arcképe. Nyomozás Hasfelmetsző Jack személye után; ford. Bódogh-Szabó Pál; Alexandra, Pécs, 2008
- A Dél keresztje; ford. Szűr-Szabó Katalin; Alexandra, Pécs, 2008
- Ragadozó; ford. Tavasz Marianna; Alexandra, Pécs, 2009
- Kutyák szigete; ford. Babits Péter; Alexandra, Pécs, 2010
- Scarpetta; ford. Tavasz Marianna; Alexandra, Pécs, 2011
- Holtak könyve; ford. Tavasz Marianna; Alexandra, Pécs, 2011
- A Scarpetta-faktor; ford. Tavasz Marianna; Alexandra, Pécs, 2014
- Elfajzott szív; ford. Szűr-Szabó Katalin; Művelt Nép, Bp., 2019
- Káosz; ford. Szűr-Szabó Katalin; Művelt Nép, Bp., 2023